# Jas (časopis)
Jas byl prvorepublikový a do roku 1941 i protektorátní časopis vydávaný Československou obcí sokolskou.
(V letech 1947-1949 se tak též jmenoval časopis slovenské katolické mládeže.)

## Periodika vydávaná Československou obcí sokolskou
Československá obec sokolská vydávala následující periodika:
- Jas – rodinný obrázkový týdeník
- Poupě – pro děti do 9 let
- Sokolské besedy – pro dorost od 14 do 18 let
- Sokolské jaro – pro žactvo od 9 do 14 let
- Sokolský věstník – s přílohami Cvičitel, Cvičitelka a Sokolský vzdělavatel
- Župní věstníky

Z těchto periodik pouze časopis Jas vycházel týdně, ostatní měsíčně.

## VznikJasu
První číslo časopisu Jas vyšlo 6. ledna 1927 s podtitulem Rodinný ilustrovaný nepolitický týdeník. Po celou dobu své existence vycházel Jas týdně. Od roku 1935 byl podtitul změněn na Rodinný obrázkový týdeník. Do roku 1935 vycházel v rozsahu 16, poté 20 stránek. Cena jednoho výtisku byla 1 Kč.

## Obsah časopisu
Jas věnoval pozornost sokolským aktivitám. Proto se na jeho titulní straně často objevovaly fotografie zasloužilých sokolských činovníků. Titulní obrázek zobrazoval i jiná témata, zpravidla vlastenecká. V každém čísle věnovala redakce pozornost sokolským záležitostem, včetně fotografií významných událostí ze života spolku. Další rubriky jako móda, román na pokračování, fotografické reportáže z ciziny nebo z domova, humor a inzerce se příliš nelišily od jiných obrázkových časopisů. Šachovou hlídku vedl Rudolf Svoboda, v letech 1927 až 1940 zde bylo publikováno 1115 úloh.
Týdeník Jas byl tištěn Českou grafickou unií v Praze a kvalita tisku obrazové části byla velmi dobrá. Portréty sokolských funkcionářů na titulních stránkách byly často dílem renomovaného ateliéru Langhans.

### OsobnostiJasu
Odpovědní redaktoři se střídali, byli jimi, pokud se podařilo dohledat údaje, členové a funkcionáři Sokola:
- 1927 Eduard Navrátil, člen ČOS z Moravan u Pardubic[4]
- 1928-1930 Karel Schwarz,
- 1931 Vladimír Müller,
- 1931-1939 František Mašek
- 1940 Josef Menzel, člen Sokola Strašnice[5]

Mezi redaktory patřil i autor textů sokolských písniček Viktor Šuman (1882-1933).
Jména a biografie těchto redaktorů Lexikon české literatury neuvádí.
Do týdeníku Jas přispíval i ve své době populární spisovatel Quido Maria Vyskočil.

## Zánik časopisu
V roce 1940 byla činnost Sokola zastavena. V roce 1941 ještě vyšlo 15 čísel časopisu Jas a vydávání již po válce nebylo obnoveno.